# Christine Gyllenstierna

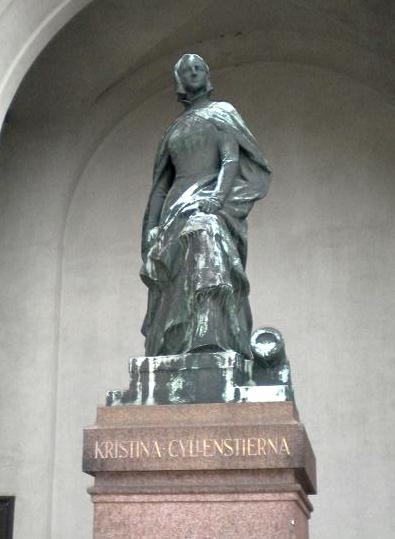
Christine Gyllenstierna.

Christine Gyllenstierna, née en 1494 et morte en 1559, est une femme d'état, régente et héroïne suédoise.

## Biographie
Kristina ou Christine est la fille de Niels Gyllenstierna un membre du Conseil national. Elle doit se marier avec Niels Gädda mais il meurt en 1508 et elle épouse 1511 Sten Sture le Jeune en 1511 qui est élu régent de Suède l'année suivante. Elle devient régente de Suède de facto et prend part âgée de seulement 21 ans au Conseil national où elle fait preuve de sa maturité politique. 
Après la mort de son époux en 1520 à la suite de ses blessures reçues au combat, alors que la Suède est en lutte contre le Danemark, Christine âgée désormais de 26 ans résiste dans Stockholm aux forces du roi Christian II de Danemark de février à mars 1520, mais elle est obligée de capituler en septembre, et est jetée en prison dans le château de Stockholm jusqu'en novembre 1521 puis transférée au Danemark. Après le rétablissement de la couronne suédoise en 1521 par Gustave Ier Vasa, elle est libérée en 1524 et revient en Suède. L'année suivante elle s'entend avec le nouveau roi mais le rôle politique de la famille Sture est terminé. Elle épouse en secondes noces le sénateur Jon Turesson Tre Rosor de Lindholn lui aussi membre du Conseil. Il meurt en 1566 et elle meurt à son tour en janvier 1559. De ses deux unions elle avait eu deux fils Niels et Svante avec Sten Sture et un autre Gustaf avec Jon Turesson.